# Leš u bekstvu
Leš u bekstvu je 174. epizoda serijala Julia obјavljena u Lunov magnus stripu br. 1020. Epizoda je premijerno u Srbiji. Sveska se pojavila 15. avgusta 2023. Koštala je 330 dinara (2,81 €, 3.07 $). Epizoda je imala 126 strana. Izdavač јe bio Golkonda iz Beograda. Tiraž ove sveske bio je 3.000 primeraka. ISSN: 2812-9644. COBBIS.SR-ID 65936649.

## Originalna epizoda
Ova epizoda je premijerno objavljena u Italiji kao #174. pod nazivom Cadavere in transferta 1. marta 2013. godine. Naslovnu stranu nacrtao je Spadoni Kristiano.

## Kratak sadržaj
Policijska inspekcija je na pristaništu u Đenovi (Italija) otkrila tovar droge, ali i kofer sa ljudskim lešom koji je na jednu adresu u Italiji upućen iz Sjedinjenih država. Inspektor Etore Kambijazo odlazi u Nju Jork da ispita ko je poslao telo. U policijskoj stanici se upoznaje s Julijom, koja je takođe angažovana na ovom slučaju. Njih dvoje počinju da rade zajedno.

## Prethodna i naredna epizoda Julije u LMS
Prethodna epizoda u LMS nosila je naziv Obeleženi za smrt (#1012), a naredna Izgubljeno detinjstvo (#1035).
Pogledadti još: Spisak epizoda edicije Lunov magnus strip